# 萨隆加国家公园
萨隆加国家公园是刚果民主共和国的一座国家公园，位于刚果盆地内。该国家公园是非洲最大的热带雨林保护区。
1984年，萨隆加国家公园被联合国教科文组织列入世界遗产，但由于在该国东部地区内战导致的破坏，使得公园于1999年列入濒危世界遗产名录中。

## 登录基准
该世界遗产被认为满足世界遺產登錄基準中的以下基準而予以登錄：
- （vii）包含出色的自然美景与美学重要性的自然现象或地区。
- （x）拥有最重要及显著的多元性生物自然生态栖息地，包含从保育或科学的角度来看，符合普世价值的濒临绝种动物种。